# Ist Leipzig noch zu retten?
Ist Leipzig noch zu retten? ist eine Filmreportage von Gerlinde Marquardt für das DDR-Fernsehen von 1989 über den schlechten Zustand der Altbausubstanz in der Stadt.

## Inhalt
Gezeigt werden verfallende Altbauten in verschiedenen Teilen Leipzigs. Gerlinde Marquardt nennt Zahlen über abgerissene Altbauten, Neubauten und notwendige Aufwendungen zum Erhalt der Bausubstanz. Der Chefarchitekt der Stadt und engagierte Bürger äußern sich zu diesem  Problem.

## Hintergründe
Ist Leipzig noch zu retten? war die erste Sendung im neuen Politikmagazin Klartext im DDR-Fernsehen, das kritisch über Missstände im Land  berichten wollte. Sie wurde am 6. November 1989 – drei Tage vor der Maueröffnung –  auf dem Programmplatz der kurz zuvor abgesetzten Propagandasendung Der schwarze Kanal von Karl-Eduard von Schnitzler ausgestrahlt.
Es war der erste kritische Bericht im Fernsehen über den schlechten  Zustand der Bausubstanz in der DDR und stand stellvertretend für alle anderen Orte.
Es gab ein großes Zuschauerinteresse.
36 Stunden nach der Ausstrahlung wurde durch die Bauverwaltung in Berlin entschieden, dass alle auswärtigen  Bauarbeiter, die in die Hauptstadt geschickt worden waren, wieder in ihre Heimatorte zurückkehren sollten, um dort zu arbeiten. Die Leipziger Stadtverordnetenversammlung entschied bei ihrer  nächsten Sitzung, alle Kompetenzen für Bautätigkeiten in der Stadt zu übernehmen, was von den bis dahin zuständigen Behörden in Berlin dann stillschweigend akzeptiert wurde.
Gerlinde Marquardt befragte zwei Wochen später noch einmal Bürger und Verantwortliche in Leipzig für die  Nachfolgesendung Wie ist Leipzig noch zu retten?.
1991 gab es eine dritte Sendung War Leipzig noch zu retten?, in der die Veränderungen der letzten zwei Jahre untersucht wurden, mit der Feststellung, dass sich zwar einiges verbessert habe, es aber immer noch Probleme gebe. 
Die drei Folgen wurden in späteren Jahren mehrmals im MDR wiederholt und sind auch auf DVD erhältlich.